# Pó
Pó ist eine Gemeinde im Westen Portugals. Sie gehört zum Kreis Bombarral im Distrikt Leiria, besitzt eine Fläche von 6,8 km² und hat 922 Einwohner (Stand 19. April 2021).
Die Freguesia entstand am 1. Januar 1985 durch Abtrennung von der Freguesia Roliça. Der Ort liegt etwa acht Kilometer nordwestlich der Kreisstadt Bombarral. Der überwiegende Teil des Gemeindegebiets liegt in einer flachen Ebene. Im Plateau Cezaredas entspringen einige Wasserläufe, darunter der Galvão, den in Pó zwei römische Brücken überspannen.
Auf dem fruchtbaren Boden betreiben die Einwohner Landwirtschaft, Obst- und Weinbau. Ortspatronin ist die heilige Katharina von Alexandrien, deren Fest jährlich am 25. November gefeiert wird.

## Bauwerke
Das Ortsbild wird bestimmt von der Pfarrkirche vom Anfang des 20. Jahrhunderts.